# Nick Calathes
Nicholas William Calathes, detto Nick (in greco Νίκολας Γουίλιαμ Καλάθης?; Casselberry, 7 febbraio 1989), è un cestista statunitense con cittadinanza greca.
È il fratello di Pat Calathes.

## Biografia
Nato negli Stati Uniti da padre greco e madre irlandese.

## Carriera

### High school
Ha frequentato la Lake Howell High School, lasciandola come il migliore realizzatore nella storia della contea di Seminole. Nella sua ultima stagione, il 2006-07, ha condotto Lake Howell ad un record di 31-3 ed al titolo statale.

### College
È stato l'unico giocatore di Billy Donovan a cui sia stata offerta una borsa di studio quando frequentava appena il secondo anno di high school. Nel marzo del 2008, venne inserito nel secondo miglior quintetto della Southeastern Conference, oltre che nel miglior quintetto dei freshman della SEC. Per finire, venne nello stesso anno nominato miglior freshman della SEC, insieme a Patrick Patterson di Kentucky.

### In Europa
Nel 2009 firma un triennale con i greci del Panathinaikos. Nel 2011 vince l'Eurolega con la stessa formazione greca, giocando peraltro un'ottima finale. Nell'estate del 2012, complice la riduzione del roster dovuta a fattori economici del Panathinaikos, Calathes si trasferisce in Russia al Lokomotiv Kuban.
Al momento è il miglior assist man all-time in Eurolega con quasi 2.100 passaggi decisivi in poco più di 350 gare disputate (media di quasi 6 assist a partita).

### Nella NBA
Nel draft 2009 è stato scelto come 45ª scelta assoluta (al secondo giro) dai Minnesota Timberwolves, e ceduto immediatamente ai Dallas Mavericks. Nell'estate del 2013 i Mavericks lo scambiano coi Memphis Grizzlies in cambio di una futura seconda scelta (2016). Ad agosto dello stesso anno firma il primo contratto NBA, disputando una buona stagione da rookie come primo cambio di Mike Conley.
Ad aprile 2014, prima dell'inizio dei playoff NBA, viene sospeso per 20 partite a causa della positività al tamoxifene. Il giocatore si è difeso sostenendo che era presente in un integratore fornitogli da un amico.

### Nazionale
Vista la doppia cittadinanza, ha deciso di giocare per la Grecia. Il 30 giugno 2008, dopo aver ottenuto il passaporto greco, ha fatto il suo esordio con la Grecia ai Mondiali Under-20.
Nel settembre 2009, infine, ha partecipato con la nazionale maggiore agli Europei in Polonia, giocando un basket di buon livello.

## Statistiche

### College
| Anno      | Squadra        | PG | PT | MP   | TC%  | 3P%  | TL%  | RP  | AP  | PRP | SP  | PP   |
| --------- | -------------- | -- | -- | ---- | ---- | ---- | ---- | --- | --- | --- | --- | ---- |
| 2007-2008 | Florida Gators | 36 | 36 | 32,6 | 42,6 | 36,7 | 72,4 | 5,2 | 6,1 | 1,6 | 0,1 | 15,3 |
| 2008-2009 | Florida Gators | 36 | 35 | 33,3 | 48,2 | 39,0 | 70,7 | 5,3 | 6,4 | 1,9 | 0,2 | 17,2 |
| Carriera  | Carriera       | 72 | 71 | 33,0 | 45,5 | 38,0 | 71,5 | 5,3 | 6,3 | 1,8 | 0,1 | 16,3 |

### NBA

#### Regular Season
| Anno      | Squadra           | PG  | PT | MP   | TC%  | 3P%  | TL%  | RP  | AP  | PRP | SP  | PP  |
| --------- | ----------------- | --- | -- | ---- | ---- | ---- | ---- | --- | --- | --- | --- | --- |
| 2013-2014 | Memphis Grizzlies | 71  | 7  | 16,5 | 45,7 | 31,1 | 61,1 | 1,9 | 2,9 | 0,9 | 0,1 | 4,9 |
| 2014-2015 | Memphis Grizzlies | 58  | 0  | 14,4 | 42,1 | 25,6 | 53,3 | 1,8 | 2,5 | 1,1 | 0,1 | 4,2 |
| Carriera  | Carriera          | 129 | 7  | 15,6 | 44,1 | 28,8 | 58,1 | 1,9 | 2,7 | 1,0 | 0,1 | 4,6 |

#### Playoffs
| Anno     | Squadra           | PG | PT | MP   | TC%  | 3P%  | TL%  | RP  | AP  | PRP | SP  | PP  |
| -------- | ----------------- | -- | -- | ---- | ---- | ---- | ---- | --- | --- | --- | --- | --- |
| 2015     | Memphis Grizzlies | 9  | 3  | 14,0 | 33,3 | 46,2 | 37,5 | 1,8 | 1,8 | 1,0 | 0,1 | 3,7 |
| Carriera | Carriera          | 9  | 3  | 14,0 | 33,3 | 46,2 | 37,5 | 1,8 | 1,8 | 1,0 | 0,1 | 3,7 |

### Eurolega
| Anno       | Squadra       | PG  | PT  | MP    | TC%  | 3P%  | TL%  | RP  | AP   | PRP  | SP  | PP   |
| ---------- | ------------- | --- | --- | ----- | ---- | ---- | ---- | --- | ---- | ---- | --- | ---- |
| 2009-2010  | Panathīnaïkos | 14  | 2   | 13,7  | 38,6 | 22,7 | 45,5 | 1,9 | 1,7  | 0,6  | 0,0 | 3,5  |
| 2010-2011† | Panathīnaïkos | 22  | 6   | 15,4  | 56,2 | 35,3 | 69,2 | 1,6 | 1,5  | 0,7  | 0,1 | 4,8  |
| 2011-2012  | Panathīnaïkos | 23  | 14  | 23,5  | 48,6 | 29,8 | 50,0 | 2,8 | 2,4  | 1,2  | 0,0 | 7,6  |
| 2015-2016  | Panathīnaïkos | 27  | 26  | 30,2  | 41,7 | 32,9 | 56,8 | 4,1 | 6,4  | 2,0  | 0,2 | 9,0  |
| 2016-2017  | Panathīnaïkos | 33  | 33  | 27,2  | 40,5 | 24,6 | 50,0 | 4,0 | 5,5  | 1,5  | 0,2 | 9,8  |
| 2017-2018  | Panathīnaïkos | 31  | 31  | 29,0  | 47,6 | 29,3 | 57,6 | 3,8 | 8,0* | 1,7* | 0,1 | 14,5 |
| 2018-2019  | Panathīnaïkos | 33  | 33  | 31,0  | 39,3 | 26,5 | 52,8 | 4,3 | 8,7* | 1,7* | 0,1 | 12,2 |
| 2019-2020  | Panathīnaïkos | 28  | 28  | 32,2* | 42,0 | 28,1 | 59,4 | 4,9 | 9,1* | 1,1  | 0,1 | 13,3 |
| 2020-2021  | Barcellona    | 41  | 37  | 25,1  | 42,8 | 32,7 | 53,3 | 3,3 | 6,5  | 0,9  | 0,2 | 7,8  |
| 2021-2022  | Barcellona    | 29  | 27  | 24,5  | 48,7 | 31,7 | 45,0 | 4,0 | 6,4* | 1,1  | 0,1 | 7,3  |
| 2022-2023  | Fenerbahçe    | 39  | 39  | 25,7  | 44,0 | 33,6 | 38,2 | 4,0 | 4,9  | 1,1  | 0,0 | 8,0  |
| 2023-2024  | Fenerbahçe    | 38  | 35  | 23,7  | 46,4 | 35,7 | 51,3 | 4,2 | 4,8  | 1,1  | 0,2 | 7,1  |
| 2024-2025  | Monaco        | 13  | 7   | 17,5  | 36,2 | 20,7 | 0,0  | 2,2 | 3,8  | 0,8  | 0,1 | 3,7  |
| Carriera   | Carriera      | 371 | 318 | 25,6  | 43,7 | 29,7 | 53,5 | 3,7 | 5,8  | 1,2  | 0,1 | 8,9  |

## Palmarès

### Squadra
- Campionato greco: 6

Panathīnaïkos: 2009-10, 2010-11, 2016-17, 2017-18, 2018-19, 2019-20
- Campionato spagnolo: 1

Barcellona: 2020-21
- Campionato turco: 1

Fenerbahçe: 2023-24
- Coppa di Grecia: 4

Panathīnaïkos: 2011-12, 2015-16, 2016-17, 2018-19
- Copa del Rey: 2

Barcellona: 2021, 2022
- Coppa di Turchia: 1

Fenerbahçe: 2024
- Eurolega: 1

Panathīnaïkos: 2010-11
- Eurocup: 1

Lokomotiv Kuban: 2012-13

### Individuale
- McDonald's All-American Game (2007)
- MVP ULEB Eurocup: 1

Lokomotiv Kuban: 2012-2013
- All-ULEB Eurocup First Team: 1

Lokomotiv Kuban: 2012-2013
- Greek Basket League MVP: 3

Panathinaikos: 2016-2017, 2017-2018, 2018-2019
- All-Euroleague First Team: 2

Panathīnaïkos: 2017-2018, 2018-2019
- MVP Coppa di Grecia: 1

Panathīnaïkos: 2018-2019
- MVP Coppa di Turchia: 1

Fenerbahçe: 2024